# Trail Creek Township
Trail Creek Township est un township du comté de Harrison dans le Missouri, aux États-Unis,.